# Andrew Doyle
Andrew Doyle, född i  Londonderry, Nordirland, är en brittisk journalist, komiker och satiriker. Han är mest känd för att ha skapat parodikontot Titania McGrath (@TitaniaMcGrath) på det sociala nätverket Twitter. Andrew Doyle har även varit med och skapat den fiktiva nyhetsreportern Jonathan Pie tillsammans med komikern Tom Walker, som även är den som spelar Jonathan Pie. Doyle har medverkat i Ricky Gervais podcast Ricky Gervais is Deadly Serious. Som journalist skriver Doyle för brittiska Spiked.